# Anastassija Lewkowa

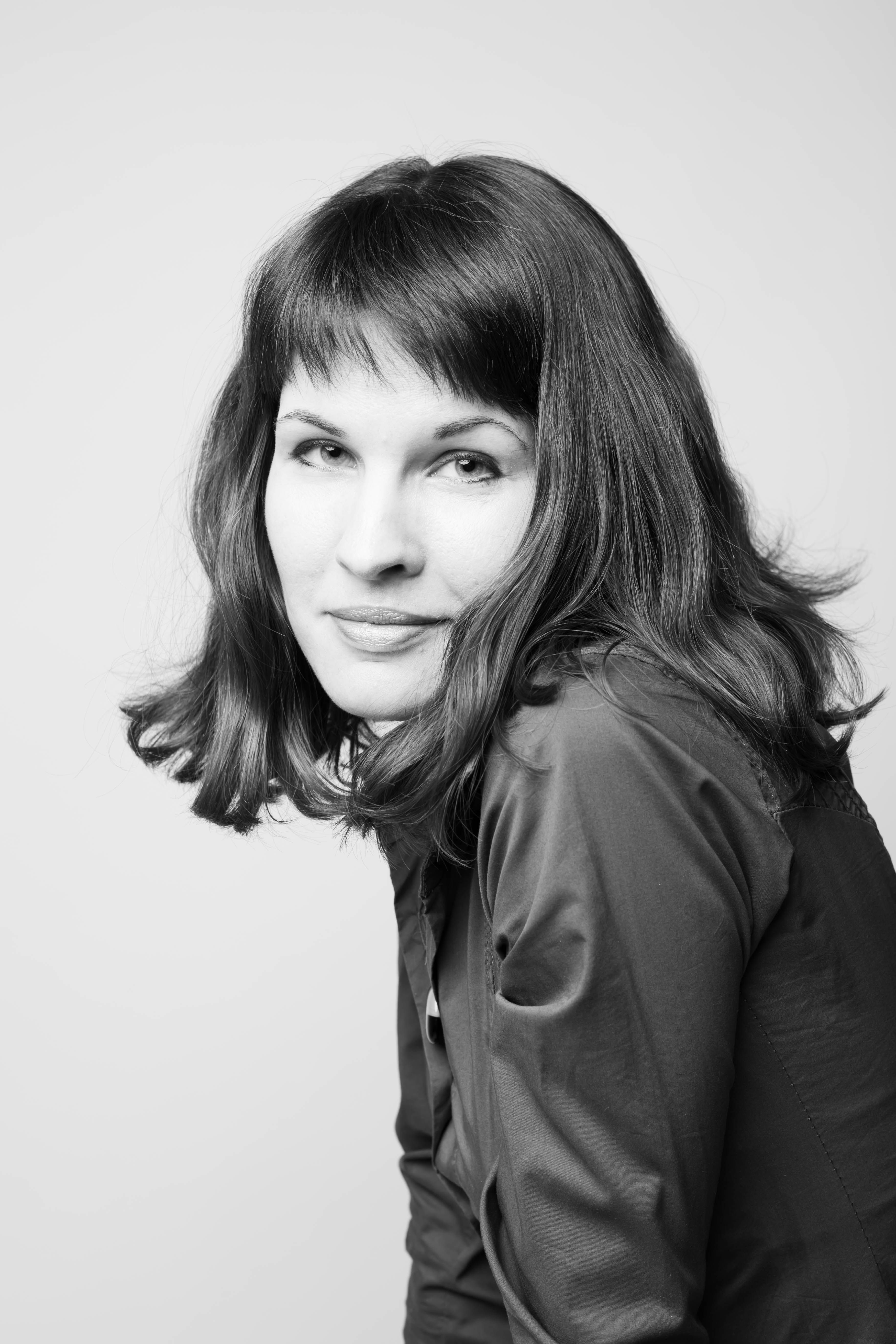
Anastassija Lewkowa, 2019

Anastassija Lewkowa (ukrainisch Анастасія Левкова, wiss. Transliteration Anastasija Levkova, * 1. August 1986 in Karcag in Ungarn) ist eine ukrainische Journalistin, Schriftstellerin und Kulturmanagerin.

## Biografie
Anastassija Lewkowa wurde 1986 als Tochter eines Militärangehörigen in Ungarn geboren. 2003 beendete sie in Starokostjantyniw das Gymnasium und nahm an der Kiewer Mohyla-Akademie das Studium der ukrainischen Sprache und Kultur auf. 2008 erlangte sie den Grad eines Baccalaureus, 2010 den eines Magisters in der Fachrichtung „Literaturtheorie, -geschichte und -komparatistik“. Von 2007 bis 2009 wirkte sie als Art-Managerin der neugeschaffenen Kiewer Buchhandlung „Je“, von 2010 bis 2015 in der Lwiwer Filiale.
2017 besetzte sie den Posten der stellvertretenden Direktorin des Ukrainischen Buch-Instituts. 2018 war sie Jury-Mitglied des neugeschaffenen „Lviv City of UNECSO Literature Price“. 2019 kuratierte sie das Projekt „Mereschywo“ (Spitzenwerk) mit literarischen Lesungen in Kleinstädten der Ukraine. 2021 unterrichtete sie an der Ukrainischen Katholischen Universität Journalisten in sprachlicher Kompetenz.
Anastassija Lewkowa ist mit dem ukrainischen Schriftsteller Petro Jacenko verheiratet. Sie ist Mitglied des ukrainischen PEN-Clubs.

## Literarisches Wirken
Von 2010 bis 2015 gehörte Lewkowa zur Redaktion der in Prag angesiedelten Zeitschrift „Ukrajinskyj Schurnal“ (УЖ — Український журнал). Vom September 2016 bis April 2017 moderierte sie literarische Radiosendungen im krimtatarischen Radio „Chajat“ unter dem Titel „Radiobuchhandlung mit Anastassija Lewkowa“. Hierbei entwickelte sie den Wettbewerb „Krim-Feigen / Qirim inciri“ für Schriftsteller und Übersetzer, der ab 2018 im neugegründeten „Krim-Haus“ in Lwiw durchgeführt wurde. Sie ist gemeinsam mit Alim Alijew Herausgeberin der hieraus entstandenen Anthologien. Nach einigen anderen Buchveröffentlichungen wurde ihr Krim-Roman „Hinter Perekop liegt Land“ von 2023 ein literarischer Erfolg.

## Veröffentlichungen

### Buchveröffentlichungen
- Abiturientin. Studienanfängerin (Старшокласниця. Першокурсниця). Vydavnyctvo Staroho Leva, Lwiw 2018.
- Aşık Ömer (Ашик Омер). Portal, Kiew 2020.
- Gemeinsame Sprache. Wie Worte entstehen und ihr Eigenleben entfalten (Спільна мова. Як народжуються і живуть слова). Portal, Kiew 2020.
- Hinter Perekop liegt Land (За Перекопом є земля). Laboratorija, Kiew 2023, ISBN 978-617-8203-81-8.

### Herausgeberschaften
- (gemeinsam mit Alim Alijew) (Hrsg.), Krim-Feigen (Кримський інжир / Qirim inciri). Vydavnyctvo Staroho Leva, Lwiw 2019, ISBN 978-617-679-693-0.
- (gemeinsam mit Alim Alijew) (Hrsg.), Krim-Feigen. Demirdschi (Кримський інжир. Демірджі / Qirim inciri. Demirci). Vydavnyctvo Staroho Leva, Lwiw 2020, ISBN 978-617-679-819-4.
- (gemeinsam mit Alim Alijew) (Hrsg.), Krim-Feigen. Bergwiese. (Кримський інжир. Чаїр / Qirim inciri. Çayır). Vydavnyctvo Staroho Leva, Lwiw 2021, ISBN 978-617-679-950-4.
- (gemeinsam mit Alim Alijew) (Hrsg.), Krim-Feigen. Kurash (Кримський інжир. Куреш / Qirim inciri. Küreş). Vydavnyctvo Staroho Leva, Lwiw 2023, ISBN 978-966-448-194-3.

### Artikel
- Die Kastanien fallen (Обсипаються каштани), in: Emanuel Ruben (Hrsg.), Oda do Ukrajiny. Knyholav, Kiew, 2022, 59–75 (zuvor bereits auf Französisch erschienen in der Sammlung „L’hommage à l’Ukraine“. Stock, Paris 2022).

Beiträge Lewkowas erschienen unter anderem in den Zeitungen und Zeitschriften „Reporters“, „Tyschden“ (Woche), „The Ukrainians“, Ukrajinska Prawda, „Ukrajinskyj Schurnal“.
2022 erschien ihr Beitrag über die Krim in der französischen Essaysammlung „L’hommage à l’Ukraine“.

### Interview
- Jelisaweta Kuschawska, Anastasija Lewkowa: „Hinter Perekop ist Land aufgetaucht, und nicht nur Berge und Meer“ (Анастасія Левкова: „За Перекопом з’явилася земля, а не тільки гори і море“), in: Tyktor Media vom 28. Februar 2023

Darüber hinaus gibt es eine Reihe kürzerer Interviews.